# Pócsmegyer
Pócsmegyer község Pest vármegyében, a Szentendrei járásban, a budapesti agglomerációban.

## Fekvése
Budapesttől légvonalban mintegy 26 kilométerre (közúton 38 kilométerre) északra, a Duna főága és a Szentendrei-Duna által közrefogott Szentendrei-szigeten fekszik; hozzá tartozik a ma már lakóövezetté vált egykori üdülőterület, Surány is. Az Ófalut és Surányt a Sziget út választja el.
A legközelebbi települések a Szentendrei-szigeten dél felől Szigetmonostor, észak felől Tahitótfalu, mindkettővel a sziget főútjának számító 1113-as közút kapcsolja össze. Szomszédja még nyugati irányból – a Szentendrei-Duna túlpartján – Leányfalu is, amellyel kompjárat köti össze. A kompkikötőket a pócsmegyeri oldalon az 1113-asból kiágazó 11 313-as, a túlparton a 11 311-es számú utak szolgálják ki, az előbbi egyúttal Pócsmegyer főutcája is.

## Története
Pócsmegyer már az Árpád-korban lakott hely volt. A Rosd nemzetség ősi birtoka, majd a Visegrádtól a Csepel-szigetig húzódó királyi felségterület része. Pócsmegyer összetett helynevének első tagja arra utal, hogy egy Pócs nevű személyé volt, a második tag arra vonatkozik, hogy eredetileg a Megyer törzsbeliek települése. A lakosság egy évezreden át magyar anyanyelvű volt és maradt. A települést a tatárjárás pusztításai elkerülték. 1559-től a török hódoltsághoz tartozott. Ekkor 46 adóköteles háza volt, és a hódoltság alatt sem pusztult el.
A református egyházról már 1626-tól vannak írásos dokumentumok. Templomukat a Duna partján 1788-ban építették. Ezt 1818-ban megnagyobbítottak; tornyát is ekkor emelték. Anyakönyveik 1744-től vannak. Vályi András „Magyar országnak leírása” című, 1796–99-ben írott munkája szerint „Lakosai hajósok többnyire a hajók vontatásával keresik élelmeket. Ide tartozik a leányfalusi puszta, itt vannak szőlőhegyeik…”.
1686-ban Wattay János a váci járás szolgabírája a településre is mentette a Dunakanyar magyar lakosságát (Vata település rész). 1848-ig a gróf Eszterházy család volt a földesura, utána gróf Breuen Ágoston örökölte; ő 1860 táján több vállalkozónak adta el birtokát. 1838-ban árvíz pusztította el a községet, de az itt lakók újra felépítették. 1848-ból fennmaradt feljegyzés szerint pócsmegyeri pék sütötte Kossuth Lajos asztalára a mindennapi kenyeret.
A község a 20. századra teljesedett ki. „Fénykora” az 1930-as évekre tehető, amikor közigazgatási székhely volt és jelentősen polgárosodott. 1949-ig Pócsmegyerhez, mint anyaközséghez tartozott Leányfalu is.

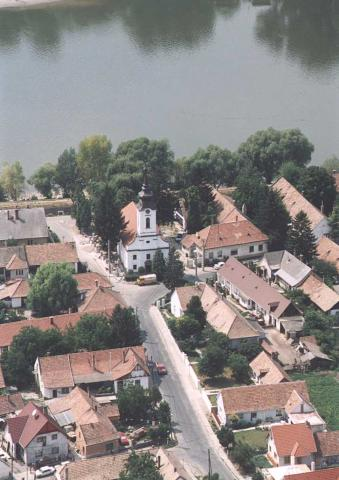
Pócsmegyer légifotója

## Címere
Álló, csücskös talpú pajzs kék mezejének zöld udvarán természetes (barna, ezüst) színű taligás eke fordul kerékkel, csoroszlyával, ekevassal jobbra, szarvával balra.
Felette álló helyzetben természetes színű kasza és cséphadaró keresztezi egymást a hasítás vonalában, közöttük a pajzsfőben nyolcágú arany csillag lebeg.
A pajzsot egyszerű, keskeny vörös kartus szegélyezi.
A pajzsfő felett 12-szer hajtott fecskefarkas arany szalagon vörössel a „PÓCSMEGYER” felirat olvasható, a szalag mindkét oldalon a pajzstalp vonaláig csüng. A pajzs alatt 8-szor hajtott fecskefarkas arany szalagon vörössel a „SURÁNY” felirat, előtte-utána egy-egy díszpont látható.
A címer erre utaló motívumai érzékeltetik az itt nagy múltú mezőgazdálkodás tiszteletét, az arany csillag az elődök és az utódok töretlenül fennmaradt vallásos hitét (református) jelzi.

## Közélete

### Polgármesterei
- 1990–1994: Bertalan Béláné Lóska Anikó (független)[4]
- 1994–1998: Bertalan Béláné Lóska Anikó (független)[5]
- 1998–2002: Ifj. Zsigmond Dániel (független)[6]
- 2002–2006: Németh Miklós (független)[7]
- 2006–2010: Németh Miklós (független)[8]
- 2010–2014: Németh Miklós (független)[9]
- 2014–2019: Németh Miklós (független)[10]
- 2019–2024: Németh Miklós (független)[11]
- 2024– : Mwajas Krisztina (független)[1]

## Népessége
A település népességének változása:
| Lakosok száma | 1919 | 1964 | 2289 | 2619 | 2766 | 2766 | 2810 |
|               | 2013 | 2014 | 2018 | 2021 | 2022 | 2023 | 2024 |

A 2011-es népszámlálás során a lakosok 92,1%-a magyarnak, 1% cigánynak, 1,4% németnek, 0,2% örménynek, 0,6% románnak, 0,3% szlováknak mondta magát (7,7% nem nyilatkozott; a kettős identitások miatt a végösszeg nagyobb lehet 100%-nál). A vallási megoszlás a következő volt: római katolikus 21,8%, református 24%, evangélikus 0,9%, görögkatolikus 0,6%, felekezeten kívüli 24,4% (23,6% nem nyilatkozott).
2022-ben a lakosság 86,9%-a vallotta magát magyarnak, 1% németnek, 0,7% románnak, 0,5% cigánynak, 0,2% görögnek, 0,2% örménynek, 0,1% horvátnak, 0,1% ruszinnak, 3,6% egyéb, nem hazai nemzetiségűnek (13% nem nyilatkozott; a kettős identitások miatt a végösszeg nagyobb lehet 100%-nál). Vallásuk szerint 17,3% volt római katolikus, 17% református, 0,9% evangélikus, 0,4% ortodox, 0,3% görög katolikus, 3,6% egyéb keresztény, 1% egyéb katolikus, 17% felekezeten kívüli (41,9% nem válaszolt).
1994 óta Pócsmegyer község állandó lakosainak száma több mint négyszeresére nőtt. Ennek során Pócsmegyer településrész lakóinak száma alig változott, miközben a Surányi településrészen ma már háromszor annyian élnek, mint az Ófaluban.

## Infrastruktúrája, intézményei
Pócsmegyer település infrastruktúrája több évtizede teljesen kiépült. Vezetékes ivóvíz, szennyvíz csatorna, közvilágítás a pócsmegyeri településrész minden lakója számara elérhető, a közutak több mint 95 százalék szilárd (aszfalt) burkolattal rendelkezik. A 2015-ben befejődött Európai Unió által több mint 90 százalékban támogatott projektnek köszönhetően Surány 1, Surány 2, Surány 3 (részben) rendelkezik a már korábban kiépült vezetékes ivóvíz mellett szennyvíz hálózattal is. Surány 3 egyes részein és Surány 4-ben még nem érhető el vezetékes ivóvíz, szennyvíz csatorna és közvilágítás sem. A teljes surányi úthálózat több, mint 52 kilométeréből jelenleg csak alig 3 százalék rendelkezik szilárd útburkolattal.
Pócsmegyer-Ófaluban található intézmények: óvoda, iskola, orvosi, fogorvosi rendelő, gyógyszertár, posta, valamint a község egyetlen sportpályájának helyére épült rendezvényközpont (PRK) és az új egészségház. Ezzel szemben Surány településrészen semmilyen középület, közintézmény nem található. A két településrész közötti közlekedés kiépített gyalogátkelő és kerékpárút hiányában nem biztosított sem gyalogosan, sem kerékpárral. Tömegközlekedés sincs a településen. Kizárólag gépkocsival lehet biztonságosan közlekedni a két településrész között.

## Nevezetességei
Pócsmegyer műemlékei:
- református templom barokk stílusban épült 1788-ban.
- Dunára néző Eszterházy-Bercelly kúria (később Eper csárda, 2024-ben lakóház).[14]
- Pázsit Tófürdő Közkedvelt pihenő és kirándulóhely, ahol strandolni és horgászni is lehet.
- Az augusztus 20-i Szent István napi ünnep kiemelkedő rendezvénye a községnek.

## Híres emberek
- Itt született 1807-ben Gáborjáni Szentmiklósy Sámuel református lelkész.
- Itt született 1838. február 15-én Együd István színész, akit földműves szülei papi pályára szántak, ám 1855-ben színi pályára lépett. Miskolcon, Szegeden és Pozsonyban játszott eleinte, majd a Budai Népszínházban játszott Molnár György társulatában. Innen a debrecen-nagyváradi társulathoz került, majd 1875-től a Népszínház tagja lett. Egyik alapító tagja volt az Országos Színészegyesületnek, majd annak 1878-tól pénztárnoka lett. 1882. december 5-én hunyt el Vácon.
- Itt született 1950. szeptember 14-én Bruzsenyák Ilona Európa-bajnok atléta.

## Érdekességek
- A településen 2024. június 9-én függetlenként polgármesterré választott, kenyai származású Mwajas Kriszta lett (2024 október 1-jei hivatalba lépése után) Magyarország első színes bőrű településvezetője.[15]